# Let's Get It On
Let's Get It On es el decimotercer álbum de estudio del artista estadounidense Marvin Gaye, publicado el 28 de agosto de 1973, por Tamla Records. Las sesiones de grabación del álbum se llevaron a cabo durante junio de 1970 a julio de 1973 en Hitsville U.S.A. y en Golden Worlds studios en Detroit. Este álbum es la primera incursión de Gaye en el género de la música funk y temas románticos. Se lo ha criticado por sus letras sexualmente sugerentes, y fue citado por un escritor como «uno de los discos con más carga sexual jamás registrado».
Tras el éxito de su álbum de conciencia social What's Going On (1971), Let's Get It On lo ayudó a establecerse como un icono sexual. De este álbum se extraen tres sencillos: «Let's Get It On», «Come Get to This» y «You Sure Love to Ball». Let's Get It On se convirtió en el mayor éxito comercial de la carrera discográfica de Gaye, y amplió aún más su horizonte creativo durante su contrato con Motown. 
El álbum ha sido considerado por muchos escritores y críticos de música como una grabación hito en la música sentimental. Fomentó la popularidad de la música funk durante la década de 1970, y su sonido suave marcó un cambio para el éxito anterior de su sello discográfico con la fórmula «Motown Sound». Let's Get It On ha sido aclamado por muchos críticos como uno de los mejores álbumes de todos los tiempos. En 2001, fue reeditado por Motown Records en edición de lujo de dos discos.

## Antecedentes
En la primavera de 1972, Marvin Gaye estaba sufriendo de un bloqueo creativo. Tras el lanzamiento de su álbum de mayor éxito comercial hasta ese momento, What's Going On (1971), Gaye había tenido problemas para crear nuevo material. También estaba luchando con decidir si trasladarse o no a Los Ángeles. En medio de la decisión de mudarse y su falta de material, Gaye estaba luchando con su conciencia, así como hacer frente a la separación con su esposa, Anna Gordy. la separación de Gaye de Gordy lo presionó emocionalmente. Durante este tiempo, él también había estado tratando de hacer frente a los problemas del pasado que tenían su origen en su infancia.
Durante su infancia, Gaye fue abusado físicamente por su padre, el predicador Marvin Gaye Padre, que disciplinó a su hijo en virtud de las enseñanzas cristianas extremadamente moralistas y fundamentalistas. Como resultado, el significado y la práctica de relaciones sexuales más tarde se había convertido en una cuestión preocupante para Gaye. Como adulto, sufrió con la impotencia sexual y se vio plagado de fantasías sadomasoquistas, que lo perseguían en sus sueños y le provocó un sentimiento de culpa. Según el biógrafo de Gaye David Ritz, «su visión del sexo estaba inquieto, atormentado, lleno de dolor». Gaye aprendió a lidiar con sus problemas personales en una espiritualidad recién descubierta. Él comenzó a incorporar una nueva perspectiva en su música, tal como se expresa inicialmente a través del disco de conciencia social What's Going On, y su nueva imagen vistiendo una cúfica en honor de las religiones tradicionales africanas y su fe.
En las notas del álbum, Gaye explicó sus puntos de vista sobre los temas de sexo y el amor, indicando que «No puedo ver nada malo con el sexo entre desconocidos». Después de todo, los propios genitales son sólo una parte importante de la magnificencia del cuerpo humano ... sostengo que el sexo es el sexo y el amor es el amor. Cuando se combinan, trabajan bien juntos, si dos personas tienen aproximadamente el mismo pensar.

## Lanzamiento y recepción
Publicado el 28 de agosto de 1973, Let's Get It On superó a su anterior álbum de estudio: What's Going On, como su álbum más vendido. El álbum alcanzó el número dos en el Billboard Top LPs, sucedido por Goats Head Soup de los Rolling Stones (1973), mientras que también logró alcanzar el número uno en la lista de sencillos «Cash Box» durante una semana. Let's Get It On se mantuvo durante 61 semanas en las listas de Billboard, y 11 semanas en el Top Ten de los álbumes más vendidos de la Billboard de 1973.
Dos de los sencillos del álbum alcanzaron el top 40 del Billboard Hot 100, incluyendo «Let's Get It On», que se convirtió en su segundo sencillo en alcanzar el número 1, y «Come Get to This», que alcanzó el puesto número 23. Su tercer sencillo, «You Sure Love to Ball» del álbum, llegó al número 50 en el Hot 100. Asimismo, en 2003, en una edición especial, la revista Rolling Stone posicionó el álbum en el puesto 165 de su lista de los 500 mejores álbumes de todos los tiempos.

## Lista de canciones

### LP Original
| Side one |                                  |                          |          |  |
| N.º      | Título                           | Escritor(es)             | Duración |  |
| 1.       | «Let's Get It On»                | Marvin Gaye, Ed Townsend | 4:44     |  |
| 2.       | «Please Stay (Once You Go Away)» | Gaye, Townsend           | 3:32     |  |
| 3.       | «If I Should Die Tonight»        | Gaye, Townsend           | 3:57     |  |
| 4.       | «Keep Gettin' It On»             | Gaye, Townsend           | 3:12     |  |

| Side two |                              |                                     |          |  |
| N.º      | Título                       | Escritor(es)                        | Duración |  |
| 5.       | «Come Get to This»           | Gaye                                | 2:40     |  |
| 6.       | «Distant Lover»              | Gaye, Gwen Gordy, Sandra Greene     | 4:15     |  |
| 7.       | «You Sure Love to Ball»      | Gaye                                | 4:43     |  |
| 8.       | «Just to Keep You Satisfied» | Gaye, Anna Gordy Gaye, Elgie Stover | 4:35     |  |

## Personal
Arreglos, Dirección de orquesta: David Van De Pitte (canciones: 5 a 6, 8), Gene Page (canción: 5), René Hall (canciones: 1 a 4), David Blumberg (canción: 7)
- Bajo: James Jamerson, Wilton Felder
- Bongos: Bobbye Hall Porter
- Bongos, Drums: Eddie "Bongo" Brown
- Batería: Paul Humphrey, Uriel Jones
- Ingeniería de sonido: William McKeekin, Art Stewart, Steve Smith, Lawrence Miles, Cal Harris
- Guitarra: David T. Walker, Eddie Willis, Lewis Shelton, Melvin Ragin, Robert White, Don Peake
- Percusión (Mallettes): Emil Richards
- Percusión (Special Treatment): Bobbye Hall Porter, Ernie Watts, Plas Johnson
- Piano: Joe Sample, Marvin Gaye, Marvin Jerkins
- Fotografía: Jim Britt, Motown Archives
- Producción, voz principal, voz secundaria: Marvin Gaye.
- Segunda voz: The Originals ("Just to Keep You Satisfied")
- Coproducción: Ed Townsend (canciones: 1 a 4)
- Vibráfono: Emil Richards, Victor Feldman

## Posición en las listas de éxitos
| Cartelera (1973)      | Posición más alta |
| --------------------- | ----------------- |
| US Billboard Top LPs  | 2                 |
| US Billboard Soul LPs | 1                 |
| Cartelera (1984)      | Posición más alta |
| US Billboard Top 200  | 127               |